# Ang Thong
Ang Thong (thai: อ่างทอง) är en provins (changwat) i centrala Thailand. Provinsen hade år 2000 269 419 invånare på en areal av 968,4 km². Provinshuvudstaden är Ang Thong town.

## Administrativ indelning
Provinsen är indelad 7 distrikt (amphoe). Distrikten är i sin tur indelade i 81 subdistrikt (tambon) och 513 byar (muban). 